# شارون تیت

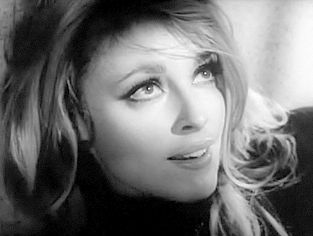
در فیلم چشم شیطان (۱۹۶۶)

شارون ماری تِیت پولانسکی (به انگلیسی: Sharon Marie Tate Polanski) هنرپیشهٔ آمریکایی بود. او در دههٔ ۱۹۶۰ میلادی و قبل از آن‌ که وارد صنعت سینما شود در چند سریال تلویزیونی تعدادی نقش فرعی ایفا کرده بود و در مجلات مد به عنوان مدل روی جلد ظاهر می‌شد. پس از آن‌ که برای مهارتش در ایفای نقش‌های کمدی نقدهای مساعدی دریافت کرد به‌عنوان یکی از افراد جدید هالیوود معرفی شد و برای بازیش در فیلم «درهٔ عروسک‌ها» (۱۹۶۷) نامزد دریافت جایزهٔ گلدن گلوب شد.
تیت اولین فیلم خود را در سال ۱۹۶۱ در باراباس با آنتونی کوین بازی کرد. وی در سال ۱۹۶۶ در فیلم چشم شیطان نقش آفرینی کرد. به یاد ماندنی‌ترین نقش او، نقش جنیفر نورث در فیلم دره عروسک‌ها در سال ۱۹۶۷ بود که نامزد دریافت جایزه گلدن گلوب شد. همچنین در سال ۱۹۶۷، او در فیلم خون‌آشام‌کشان نترس به کارگردانی همسر آینده اش رومن پولانسکی بازی کرد. آخرین فیلم تیت، ۱+۱۲، پس از مرگش در سال ۱۹۶۹ اکران شد.
تیت در سال ۱۹۶۸ و پس از نقش‌آفرینی در فیلم قاتلان بی‌باک خون‌آشام رومن پولانسکی با او ازدواج کرد. در تاریخ ۹ اوت ۱۹۶۹، زمانی که تیت ۸/۵ ماهه باردار بود به‌همراه ۴ نفر دیگر که در منزل او حضور داشتند توسط ۴ عضو خانوادهٔ منسن با ضربات چاقو به قتل رسید.

## زندگی و کار

### کودکی و اوایل حرفه بازیگری
شارون ماری تیت در ۲۴ ژانویه ۱۹۴۳، در دالاس، تگزاس، بزرگترین فرزند از سه دختر سرهنگ پل جیمز تیت (۱۹۲۲–۲۰۰۵)، افسر ارتش ایالات متحده و همسرش، دوریس گواندولین ویلت زاده شد. ۱۹۲۴–۱۹۹۲). او دو خواهر کوچک‌تر از خود با نام‌های دبرا تیت (۱۹۵۲) و پاتریشیا تیت (۱۹۵۷–۲۰۰۰) دارد. خواهرش دبرا اظهار داشت که این خانواده از نژاد انگلیسی و فرانسوی-سوئیسی هستند. در شش ماهگی، تیت ملکه زیبایی کودکان در دالاس، تگزاس شد، اما والدین وی هیچ تمایلی به کسب و کار نمایشی برای دخترشان نداشتند. خانواده وی او را خجالتی و فاقد اعتماد به نفس توصیف کردند. در بزرگسالی، تیت اظهار داشت که مردم کمرویی او را به عنوان سرد بودن او برداشت می‌کردند تا زمانی که او را بهتر می‌شناختند.
تیت از سپتامبر ۱۹۵۵ تا ژوئن ۱۹۵۸ در دبیرستان چیف جوزف جونیور (راهنمایی فعلی چیف جوزف)، از سپتامبر ۱۹۵۸ تا اکتبر ۱۹۵۹ در دبیرستان کلمبیا (دبیرستان فعلی ریچلند) در ریچلند، واشینگتن، و از اواخر پاییز ۱۹۵۹ تا آوریل ۱۹۶۰ در دبیرستان ایروین در ال پاسو، تگزاس تحصیل کرد. وی همچنین از آوریل ۱۹۶۰ تا ژوئن ۱۹۶۱ در دبیرستان آمریکایی ویچنزا در ویچنزا، ایتالیا تحصیل کرد و در سال ۱۹۶۱ فارغ‌التحصیل شد
با بالغ شدن وی، مردم دربارهٔ زیبایی تیت اظهار نظر می‌کردند. وی در سال ۱۹۵۹، عنوان «خانم ریچلند» در مسابقات زیبایی در واشینگتن را کسب کرد. وی از هدف خود برای تحصیل در رشته روانپزشکی صحبت کرد و همچنین اظهار داشت که قصد دارد در سال ۱۹۶۰ در مسابقه «خانم واشینگتن» شرکت کند. با این حال، پدرش قبل از اینکه این کار را انجام دهد، دستور مستقر شدن در ایتالیا را دریافت کرد. با جابجایی خانواده اش در ورونا، ایتالیا، تیت دریافت که به دلیل انتشار عکسی از او با لباس شنا روی جلد روزنامه نظامی ستاره‌ها و راه راه به یک چهره مشهور محلی تبدیل شده‌است. وی در مدرسه آمریکایی ویچنزا با شناخت زمینه‌ها و احساسات همکلاسی‌های خود که مانند وی بودند، با دیگر دانش آموزان رابطه پیدا کرد و برای اولین بار در زندگی خود شروع به ایجاد دوستی‌های پایدار کرد.
تیت و دوستانش به فیلمبرداری ماجراهای یک مرد جوان همینگوی که در همان نزدیکی با پل نیومن، سوزان استراسبرگ و ریچارد بیمر در حال ساخت بود علاقه‌مند شدند و در قسمتهایی از فیلم به عنوان سیاهی‌لشکر نقش آفرینی کردند. بیمر در میان جمعیت متوجه تیت شد و خود را معرفی کرد، و آنها در جریان تولید فیلم با یکدیگر قرار گذاشتند. بیمر تیت را تشویق به حرفه بازیگری کرد. در اواخر سال ۱۹۶۰، تیت توسط پت بون استخدام شد و با او در یک قسمت از مجموعه تلویزیونی پت بون که در ونیز فیلمبرداری شد، ظاهر شد.
در اواخر همان سال، هنگامی فیلم باراباس در نزدیکی ورونا فیلمبرداری می‌شد، تیت بار دیگر به عنوان سیاهی‌لشکر استخدام شد. اگرچه نقش او برای قضاوت در مورد استعداد او بسیار کوچک بود، جک پالانس تحت تأثیر ظاهر و نگرش وی قرار گرفت. او برای تیت آزمایش هنرآزمایی در رم ترتیب داد، اما این کار منجر به ادامه حرفه اش نشد. تیت به تنهایی به ایالات متحده بازگشت و طبق گفته اش سعی داشت تحصیلات خود را ادامه دهد، اما وی در تلاش پیدا کردن کار در سینما بود. پس از چند ماه، دوریس تیت که نگران امنیت دخترش بود، دچار یک فروپاشی عصبی شد و دخترش ترغیب شد که به ایتالیا برگردد.
خانواده تیت در سال ۱۹۶۲ به ایالات متحده بازگشتند و تیت به لس آنجلس، کالیفرنیا نقل مکان کرد. وی در آنجا با نماینده ریچارد بیمر، هارولد گفسکی تماس گرفت. پس از اولین ملاقات آنها، گفسکی موافقت کرد که نماینده تیت شود و در تبلیغات تلویزیونی و مجله برای او کار پیدا کند. در سال ۱۹۶۳، گفسکی، تیت را به مارتین رانسوهاف، مدیر شرکت فیلمویز، معرفی کرد که با تیت یک قرارداد هفت ساله امضا کرد. او برای نقش بیلی جو بردلی در سریال تلویزیونی تقاطع زیرپوش در شبکه سی‌بی‌اس در نظر گرفته شده بود، اما رانسوهاف معتقد بود که او اعتماد به نفس کافی برای این نقش را ندارد و نقش به ژانین رایلی داده شد. رانسوهاف در مستر اد و بورلی هیلبیلیز قطعات کوچکی به تیت داد تا به او کمک کند تا تجربه کسب کند، اما حاضر نبود به او اجازه دهد نقش اساسی‌تری داشته باشد. تیت در مقاله‌ای در سال ۱۹۶۷ در مجله پلی‌بوی گفت: «آقای رانسوهاف نمی‌خواست تا زمانی که من آماده شوم کسی من را ببیند.»
در این مدت، تیت با بازیگر فرانسوی، فیلیپ فورکت آشنا شد و در سال ۱۹۶۳ با او وارد رابطه شد. آنها نامزد کردند، اما رابطه آنها ناپایدار بود و اغلب با هم اختلاف داشتند. فشارهای شغلی آنها را از هم دور کرد و سال بعد در سال ۱۹۶۴ رابطه آنها به اتمام رسید.
در سال ۱۹۶۴ او با جی سیبرینگ، ملوان سابق که به عنوان یک آرایشگر برجسته در هالیوود شهرت پیدا کرده بود، آشنا شد. به گفته تیت، طبیعت سیبرینگ ملایم بود، اما وقتی سیبرینگ خواستار ازدواج شد، او قبول نکرد. وی گفت به محض ازدواج از بازیگری کناره‌گیری می‌کند درحالی‌که در آن زمان قصد داشت به حرفه خود تمرکز کند.

### حرفه فیلم: ۱۹۶۴–۱۹۶۷
در سال ۱۹۶۴ تیت برای سام پکینپا در مقابل استیو مک کوئین برای فیلم بچه سینسیناتی تست بازیگری داد. رانسوهاف و پکین پا توافق کردند که ترسو بودن و تجربه نداشتن تیت باعث خواهد شد که در چنین قسمت بزرگی دست و پا بزند، و او نقشش را در مقابل تیوزدی ولد از دست داد. وی همچنان با حضور در تلویزیون در نقش‌های جزئی، تجربه کسب کرد و پس از آن که برای بازی در نقش لیزل در فیلم اشک‌ها و لبخندها به‌طور ناموفق در تست بازیگری شرکت کرد، رانسوهاف به تیت دو نقش کوتاه در فیلم‌هایی که وی تهیه‌کننده آنها بود داد. در اواخر سال ۱۹۶۵، رانسوهاف سرانجام اولین نقش اصلی تیت را در فیلم سینمایی چشم شیطان با بازی دیوید نیون، دبورا کر، دونالد پلزنس و دیوید همینگز به وی داد.
تیت و سیبرینگ برای آماده شدن برای فیلمبرداری به لندن سفر کردند و در آنجا با کشیش و کاهن اعظم الکساندرین ویکان، الکس و ماکسین سندرز ملاقات کردند. در همین حین، رانسوهاف به عنوان تبلیغ از تیت، یک فیلم مستند کوتاه به نام همه نگاه‌ها به شارون تیت را ترتیب داد تا همزمان با چشم شیطان اکران شود. در این مستند با کارگردان چشم شیطان، جی. لی تامپسون مصاحبه شده بود که تردیدهای اولیه خود را در مورد توانایی تیت با اظهارنظر «ما حتی توافق کردیم که اگر بعد از دو هفته اول شارون کاملاً موفق نبود، او را دوباره در ذخیره قرار دادیم» ابراز داشت، اما اضافه کرد که او خیلی زود فهمید تیت «فوق‌العاده هیجان انگیز است».
تیت نقش اودیل، یک جادوگر را در کنار نیون و کر بازی کرد. گرچه او به اندازه سایر بازیگران نقش نداشت، اما بازی تیت برای فیلم بسیار مهم ارزیابی شد. نیون او را «کشف بزرگ» توصیف کرد و کر گفت که «با داشتن یک شانس منطقی» تیت یک موفقیت بزرگ خواهد بود. در مصاحبه‌ها، تیت در مورد خوش شانسی‌اش در کار با چنین متخصصانی در اولین فیلم خود اظهارنظر کرد و گفت که او فقط با تماشا کردن کر در محل کارش چیزهای زیادی دربارهٔ بازیگری آموخت. بیشتر فیلمبرداری در فرانسه انجام شد و سیبرینگ برای انجام تعهدات تجاری خود به لس آنجلس بازگشت. پس از فیلمبرداری، تیت در لندن، انگلستان ماند و در آنجا غرق در دنیای مد و کلوپ‌های شبانه شد. در همین زمان، او با رومن پولانسکی ملاقات کرد.
تیت و پولانسکی بعداً توافق کردند که هیچ‌کدام از آنها هنگام ملاقات تحت تأثیر دیگری قرار نگرفته بودند. پولانسکی قصد داشت در فیلم خون‌آشام‌کشان نترس که تولید مشترک وی با رانسوهاف بود، جیل سنت جان را برای بازی در نقش اصلی زن قرار دهد. رانسوهاف تأکید کرد که پولانسکی تیت را انتخاب کند و پس از ملاقات با او موافقت کرد که او به شرط پوشیدن کلاه گیس قرمز هنگام فیلمبرداری مناسب خواهد بود. این شرکت برای فیلمبرداری به ایتالیا سفر کرد که در آنجا زبان ایتالیایی روان تیت در برقراری ارتباط با اعضای خدمه محلی مفید بود. پولانسکی که یک کمال گرا بود، صبوری کمی با تیت بی تجربه داشت و در مصاحبه ای گفت که یک صحنه ۷۰ بار فیلم‌برداری شد تا وی راضی شود. پولانسکی علاوه بر کارگردانی، در نقش یکی از شخصیت‌های اصلی، یک جوان بی‌روح که شیفته شخصیت تیت شده و عاشقانه‌ای را با او آغاز می‌کند، بازی کرد. با پیشرفت فیلمبرداری، پولانسکی از اجراهای تیت تعریف کرد و اعتماد به نفس وی بیشتر شد. آنها وارد رابطه شدند و تیت پس از پایان فیلمبرداری به آپارتمان پولانسکی در لندن نقل مکان کرد. جی سیبرینگ به لندن سفر کرد و در آنجا اصرار داشت با پولانسکی دیدار کند. اگرچه بعدها دوستان سیبرینگ گفتند که این موضوع وی را ویران کرد، او با پولانسکی دوست شد و نزدیک‌ترین فرد محرم تیت باقی ماند. بعدها پولانسکی اظهار نظر کرد که سیبرینگ شخصی تنها و منزوی بود، که تیت و وی را به عنوان خانواده خود می‌دید.
تیت برای فیلمبرداری فیلم موج درست نکن در کنار تونی کرتیس، به ایالات متحده بازگشت و پولانسکی را در لندن ترک کرد. تیت نقش مالیبو را بازی کرد و هدف این فیلم استفاده از محبوبیت فیلم‌های ساحلی و موسیقی هنرمندانی چون بیچ بویز و جان و دین بود. شخصیت تیت که توسط تبلیغات مترو گلدوین مایر به عنوان «مالیبو، ملکه موج سواری» معرفی شد. او که از این فیلم ناامید شده بود، شروع کرد با کنایه از خودش به عنوان «من کوچک جذاب» یاد کردن. این فیلم با بازبینی ضعیف و فروش متوسط بلیط روبرو شد و به نقل از تیت به گزارشگر «این فیلم وحشتناکی است» قبل از افزودن «بعضی اوقات چیزهایی را می‌گویم که نباید بگویم. فکر کنم خیلی رک و صریح هستم.»
پولانسکی به ایالات متحده بازگشت و توسط رئیس پارامونت پیکچرز، رابرت اوانز، قرارداد کارگردانی و نوشتن فیلمنامه بچه رزماری را که براساس رمان ایرا لوین که به همین نام منتشر شده بود، را امضا کرد. بعداً پولانسکی اعتراف کرد که دوست داشت تیت در این فیلم نقش آفرینی کند و امیدوار بود که کسی به او پیشنهاد دهد، زیرا فکر می‌کرد پیشنهاد این نقش توسط خودش نامناسب است. تهیه‌کنندگان تیت را پیشنهاد ندادند و میا فارو برای نقش آفرینی در این فیلم انتخاب شد. تیت که یک عیادت کننده مکرر در حین فیلم‌برداری بود، در آنجا توسط مجله اسکوایر عکسبرداری شد و عکسهای حاصل از آن تبلیغات قابل توجهی را برای تیت و فیلم ایجاد کرد. مقاله ای در مارس ۱۹۶۷ در مورد تیت در پلی بوی آغاز شد، «این سالی است که شارون تیت اتفاق می‌افتد…» و شامل شش عکس برهنه یا نیمه برهنه بود که توسط رومن پولانسکی در هنگام فیلمبرداری فیلم خون‌آشام‌کشان نترس گرفته شده‌است. تیت خوش بین بود: چشم شیطان و خون‌آشام‌کشان نترس هر کدام قرار بود اکران شوند. او برای ایفای نقش اصلی در نسخه فیلم دره عروسک‌ها قرار داد بسته بود. نسخه فیلمی که براساس یکی از پرفروش‌ترین کتابهای تاریخ ساخته شده بود، بسیار مورد تبلیغ و پیش‌بینی قرار گرفت. پتی دوک، باربارا پارکینز و جودی گارلند به عنوان دیگر بازیگران انتخاب شدند. سوزان هیوارد چند هفته بعد جایگزین گارلند شد. کارگردان فیلم، مارک رابسون، به شدت نسبت به این سه بازیگر اصلی انتقاد داشت، اما به گفته دوک، بیشتر انتقادهایش نسبت به تیت بود. دوک بعدها اعلام کرد که رابسون «به‌طور مداوم با [تیت] مانند یک کند ذهن رفتار می‌کرد، که قطعاً تیت اینگونه نبود نسبت به این طرز برخورد رابسون حساس بود». پولانسکی، بعدها به نقل از رابسون به او گفت، «این دختر بزرگی است که با او زندگی می‌کنید. تعداد کمی از بازیگران زن از این نوع آسیب‌پذیری برخوردار هستند. او آینده خوبی دارد.»
در مصاحبه‌های هنگام تولید فیلم، تیت به شخصیت خود، جنیفر نورث، یک بازیگر زن مشتاق که فقط برای ظاهرش تحسین می‌شود، ابراز علاقه کرد. برخی از مجلات اظهار نظر کردند که تیت نیز به‌طور مشابه به این شخصیت مشاهده شده‌است. مجله لوک مقاله ای نامطلوب دربارهٔ این سه بازیگر نقش اصلی زن منتشر کرده و از تیت به عنوان «یک ستاره بسیار نادان و بیهوده» یاد کرد. تیت، دوک و پارکینز دوستی نزدیکی برقرار کردند که پس از اتمام فیلم نیز ادامه یافت. در حین فیلم‌برداری دره عروسک‌ها، تیت به پارکینز گفت که او «دیوانه وار عاشق» پولانسکی است. تیت به نیویورک ساندی نیوز گفت: «بله، شکی نیست که رومن مرد زندگی من است». تیت مشتاقانه فیلم را تبلیغ کرد. او اغلب در مورد تحسین خود از لی گرانت، که با او چندین صحنه دراماتیک بازی کرده بود، اظهار نظر کرد. تیت گفت: «من در مورد بازیگری در دره عروسک‌ها چیزهای زیادی آموختم، خصوصاً در صحنه‌هایم با لی گرانت... او می‌داند که بازیگری به چه معناست و همه کارهایی که انجام می‌دهد کاملاً حرفه ای است.»
نسخه ویرایش شده «خون‌آشام‌کشان نترس» منتشر شد و پولانسکی از رانسوهاف به دلیل «نابود» کردن فیلمش ابراز انزجار کرد. نیوزویک آن را «کلاهبرداری بی عقل» خواند، و سودآوری نداشت. عملکرد تیت در بازبینی‌ها تا حد زیادی نادیده گرفته می‌شد. اندکی پس از آن چشم شیطان اکران شد. این فیلم نتوانست مخاطب پیدا کند و بیشتر نقدها بی‌تفاوت بودند، نه آن را تحسین می‌کردند و نه آن را محکوم می‌کردند. نیویورک تایمز نوشت که یکی از معدود موارد برجسته این فیلم، «عملکرد فوق‌العاده زیبا اما بی بیان» تیت بود. برای تبلیغ این فیلم از مستند «همه نگاه‌ها بر شارون تیت» استفاده شد. ۱۴ دقیقه آن شامل تعدادی صحنه بود که تیت را در حال فیلمبرداری چشم شیطان، رقص در کلوپ‌های شبانه و گشت و گذار در اطراف لندن را نشان می‌داد و همچنین شامل یک مصاحبه کوتاه با او بود. در این مصاحبه، از او درمورد هدف‌های بازیگری اش پرسیده شد و وی در پاسخ گفت، «من خودم را گول‌نمی‌زنم. نمی‌توانم خودم را در حال نقش آفرینی شکسپیر ببینم.» او از امیدهایش برای یافتن جایگاهی در کمدی صحبت کرد و در مصاحبه‌های دیگر ابراز تمایل کرد که دوست دارد «کمدینی در استایل کارول لمبارد» شود. او همچنان گفت، «من دوست دارم یک کاترین دنوو آمریکایی باشم. او قسمتهای زیبا، حساس و عمیق را بازی می‌کند که کمی ذکاوت در پشت آن‌ها است.»
در اواخر همان سال، دره عروسک‌ها اکران شد و دیدگاه‌ها تقریباً به‌طور یکنواخت منفی بود. بوسلی کراوتر در نیویورک تایمز نوشت، «تنها کاری که یک تحسین کننده محترم سینما می‌تواند انجام دهد این است که به این فیلم بخندد و سپس روی برگرداند». به گفته نیوزویک، «مضحک بودن این فیلم به اندازه یک نادان روستایی است که در کود لول می‌خورد»، اما در مقاله بعدی نوشت: «شارون تیت به طرز حیرت‌انگیزی فتوژنیک، بی‌نهایت منحنی، یکی از جذاب‌ترین چیزهای جوان است که در مدت زمان طولانی هالیوود را تحت تأثیر قرار داده‌است». هالیوود ریپورتر نظرات مثبتی از جمله «شارون تیت به عنوان دلسوزترین شخصیت فیلم ظاهر می‌شود… لمس ویلیام اچ. دانیلز از صورت بی عیب و نقص و چشم‌های بسیار جذاب او خیره کننده است». راجر ایبرت از شیکاگو سان-تایمز، تیت را به عنوان «شگفتی دیدن» ستایش کرد، اما پس از توصیف یک دیالوگ در یک صحنه فیلم به عنوان «توهین آمیزترین و وحشتناک‌ترین ابتذال که تاکنون توسط هر تمدن به وجود آمده‌است»، به این نتیجه رسید که، «من قادر نخواهم بود که او را جدی تر از راکل ولچ به عنوان یک نماد جذابیت بگیرم.»

### ازدواج و فیلم‌های پایانی: ۱۹۶۸–۱۹۶۹
در اواخر سال ۱۹۶۷، تیت و پولانسکی به لندن بازگشتند و سوژه‌های مکرر مقالات روزنامه‌ها و مجلات بودند. آنها در ۲۰ ژانویه ۱۹۶۸ در چلسی، لندن با تبلیغات قابل توجهی ازدواج کردند.
عکاس پیتر اوانز در توصیف آنها گفت، «زوج ناقص. آنها داگلاس فیربنکس/مری پیکفورد زمان ما بودند… باحال، عشایری، با استعداد و بسیار تکان دهنده». گفته می‌شود که تیت خواستار یک ازدواج سنتی بود، اما پولانسکی همچنان فاسق ماند و نگرش تیت را نسبت به خیانت او به عنوان «قطع بزرگ شارون» توصیف کرد. او به تیت یادآوری کرد که وی (تیت) قول داده‌است که او را تغییر ندهد. تیت شرایط او را پذیرفت، اگرچه به دوستانش گفت که امیدوار است پولانسکی تغییر کند. پیتر اوانز به نقل از تیت گفت: «ما هماهنگی خوبی داریم. رومن به من دروغ می‌گوید و من وانمود می‌کنم که او را باور دارم».
پولانسکی از تیت خواست تا به رابطه کاری خود با مارتین رانسوهاف پایان دهد. تیت اهمیت کمتری به شغل خود می‌داد تا اینکه پولانسکی به او گفت که می‌خواهد با «یک هیپی، نه یک خانه‌دار» ازدواج کند. این زوج به لس آنجلس بازگشتند و به سرعت بخشی از یک گروه اجتماعی شدند که شامل برخی از موفق‌ترین جوانان در صنعت فیلم بود، از جمله وارن بیتی، ژاکلین بیست، لسلی کارون، جوآن کالینز، میا فارو، جین فوندا، پیتر فوندا، لارنس هاروی، استیو مک کوئین، جوانا پتت، و پیتر سلرز؛ ستارگان فیلم‌های قدیمی تر مانند یول برینر، کرک داگلاس، هنری فوندا و دنی کی؛ نوازندگانی مانند جیم موریسون و گروه ماماز اند پاپاز؛ و تهیه‌کننده موسیقی تری ملچر و دوست دخترش کندیس برگن، جی سیبرینگ که همچنان یکی از همراهان مکرر این زوج بود. از دوستان پولانسکی می‌توان به وویتک فریکوفسکی، که پولانسکی از جوانی در لهستان می‌شناخت و دوست دخترش، ابیگل فولجر اشاره کرد. تیت و پولانسکی برای چند ماه به چتو مورمانت در لس آنجلس نقل مکان کردند تا اینکه در نیمه دوم سال ۱۹۶۸ تصمیم گرفتند خانه پتی دوک را در سامر ریدج درایو در بورلی هیلز اجاره کنند. دوست نزدیک او لسلی کارون اظهار داشت که پولانسکی‌ها بیش از حد اعتماد به مردم اعتماد می‌کردند، «تا حد بی پروایی»، و او از این موضوع نگران شده بود.
در تابستان ۱۹۶۸، تیت در فیلم کمدی خدمه خرابکار در نقش فریا کارلسون، بازی کرد. او بدلکاری‌های خود را انجام داد و توسط بروس لی هنرهای رزمی آموخت. این فیلم موفقیت‌آمیز بود و نظرات خوبی دربارهٔ حضور تیت در این فیلم داده شد. بسیاری از منتقدان از عملکرد کمدی وی تعریف و تمجید کردند. منتقد نیویورک تایمز، وینسنت کنبی از این فیلم انتقاد کرد، اما نوشت: «تنها چیز خوب در این فیلم شارون تیت است، دختری بلند قامت، واقعاً زیبا.» دین مارتین اظهار نظر کرد که او قصد داشت یک فیلم «مت هلم» دیگر بسازد و می‌خواست تیت بار دیگر نقش خود را بازی کند.
در این زمان، تیت به عنوان یک تازه‌وارد امیدوار کننده معرفی شد. او برای بازی در دره عروسک‌ها نامزد دریافت جایزه گلدن گلوب به عنوان «ستاره جدید سال - بازیگر» شد، و بعد از میا فارو، جودی گیسون و کاترین هوتن برای جایزه «لورل طلایی» به عنوان «امیدوار کننده‌ترین تازه‌وارد» در جایگاه چهارم قرار گرفت. وی همچنین در جایگاه دوم در نظرسنجی موشن بیکچر هرالد به عنوان “ستاره فرداً و لین ردگریو در جایگاه اول قرار گرفت. این نتایج نشان می‌داد که شغل او در حال شتاب گرفتن است.
او در اواخر سال ۱۹۶۸ باردار شد و او و پولانسکی در ۱۵ فوریه ۱۹۶۹ به سیلو درایو در بندیکت کنیون، لس آنجلس نقل مکان کردند. این خانه قبلاً توسط دوستانشان تری ملچر و کندیس برگن اشغال شده بود. تیت و پولانسکی چندین بار از آن بازدید کرده بودند و تیت با اطلاع از موجود شدن آن با ابراز هیجان، از آن به عنوان «خانه عشق» یاد کرد. در خانه جدید آنها، پولانسکی‌ها همچنان میزبان محبوب گروه بزرگ دوستان خود بودند، اگرچه برخی از آنها هنوز نگران افراد عجیب و غریبی بودند که در مهمانی‌های آنها حاضر می‌شدند. تیت با انتقادات مثبت در مورد بازی‌های کمدی اش مورد تشویق قرار گرفت و کمدی ۱۲+۱ را بعنوان پروژه بعدی خود، بیشتر برای فرصت همبازی شدن با اورسون ولز، انتخاب کرد. در مارس ۱۹۶۹، تیت برای شروع فیلمبرداری به ایتالیا سفر کرد و پولانسکی برای فیلم در روز دلفین به لندن رفت.
فریکوفسکی و فولجر به خانه سیلو درایو نقل مکان کردند. پس از اتمام فیلم ۱۲+۱، تیت به پولانسکی در لندن پیوست. او در آپارتمان خود در لندن برای عکاس، تری اونیل، در صحنه‌های گاه به گاه خانگی مانند افتتاحیه هدایای کودک عکس گرفت و یک سری عکس‌های پر زرق و برق را برای مجله انگلیسی ملکه به پایان رساند. وی در ۲۰ ژوئیه ۱۹۶۹ با کشتی کوئین الیزابت ۲ از لندن به لس آنجلس بازگشت. پولانسکی قرار بود در تاریخ ۱۲ اوت به موقع برای تولد فرزندشان بازگردد، و او از فریکوفسکی و فولجر خواسته بود تا قبل از بازگشت با تیت در خانه بمانند.

## مرگ و عواقب

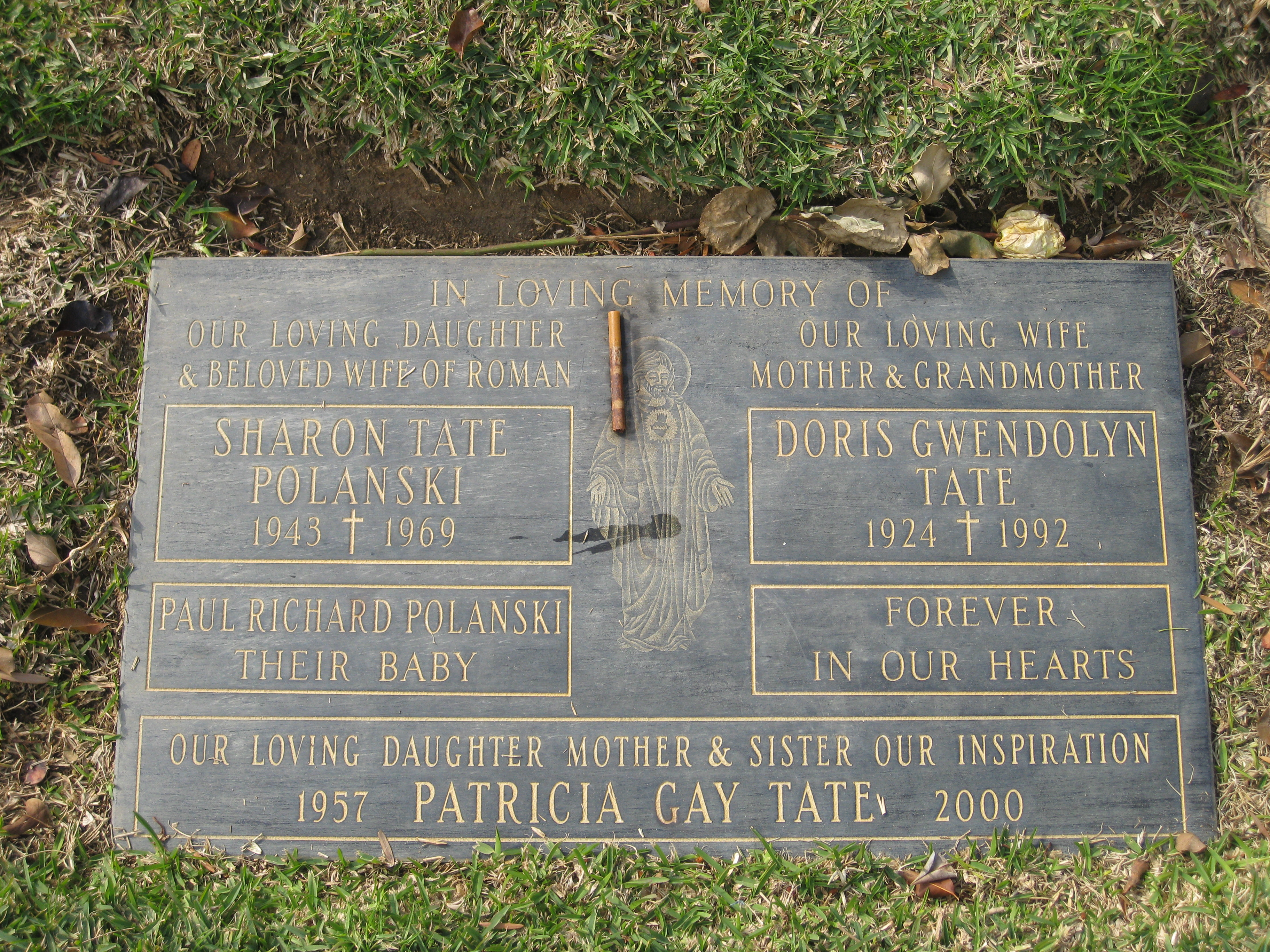
مزار بازیگر شارون تیت

### قتل
در ۸ اوت ۱۹۶۹، تیت از دوستان خود، جوانا پتت و باربارا لوییس برای صرف ناهار در خانه خود پذیرایی کرد و به آنها ناراحتی خود را از تأخیر بازگشت همسرش، پولانسکی در بازگشت از لندن به آنها گفت. همان روز خواهر کوچکترش دبرا با وی تماس گرفت و از او سؤال کرد که آیا او، دوست پسر و دوست دیگرش می‌توانند به خانه وی بروند و زینی را که شارون برای دبرا از اروپا خریده بود را تحویل بگیرند. تیت نپذیرفت و پیشنهاد داد روز دیگری میزبان آنها باشد. عصر همان روز، او به همراه جی سیبرینگ، وییتک فریکوفسکی و ابیگیل فولجر در کافه ال کایوتی ناهار خورد و حدود ساعت ۱۰:۳۰ شب به خانه بازگشت.
اعضای خانوادهٔ چارلز منسون اندکی پس از نیمه شب، تیت، سیبرینگ، فریکوفسکی و فولجر را به قتل رساندند. صبح روز بعد اجساد آنها توسط وینیفرد چپمن، خانه‌دار تیت کشف شد. پلیس در محل حاضر شد و مرد جوانی را که در اتومبیل خود به ضرب گلوله کشته شده بود در پارکینگ خانه تیت پیدا کرد که بعداً به نام استیون پرنت معرفی شد. در داخل خانه، اجساد تیت و سیبرینگ در اتاق نشیمن پیدا شدند. یک طناب بلند نیز که به هر گردن آنها بسته شده بود، آنها را به هم متصل کرده بود. بر روی چمن جلوی خانه نیز اجساد فریکوفسکی و فولجر پیدا شد. همه قربانیان به جز پرنت بارها چاقو خورده بودند. گزارش پزشک قانونی برای تیت خاطرنشان کرد که وی ۱۶ بار مورد اصابت چاقو قرار گرفته‌است و «پنج مورد از زخمها به خودی خود کشنده بوده‌است».
پلیس، ویلیام گرتسون، سرایدار ملک، که تنها بازمانده بود را برای بازپرسی صدا کرد. گرتسون در مهمان خانه ای که در ملک واقع شده بود، در فاصله کمی از خانه زندگی می‌کرد. از او بازپرسی شد و سپس او یک آزمایش پلی‌گراف انجام داد. او اظهار داشت که پرنت تقریباً در ساعت ۱۱:۳۰ شب به ملاقات او رفته و اندکی بعد محل را ترک کرد. وی به پلیس توضیح داد که هیچ دخالتی در قتل‌ها نداشته و چیزی نمی‌داند که بتواند به تحقیق پلیس کمک کند. پلیس توضیحات وی را پذیرفت و او آزاد شد.
پولانسکی از قتل مطلع شد و به لس آنجلس بازگشت. در آنجا پلیس از او در مورد همسر و دوستانش بازپرسی کرد. روز چهارشنبه، ۱۳ اوت، تیت در آرامستان صلیب مقدس در کالور سیتی به همراه پسرش پل ریچارد پولانسکی در آغوش وی، که پس از مرگ، بر اساس نام پدربزرگ‌هایش نامگذاری شد، دفن شد. مراسم خاکسپاری سیبرینگ بعداً در همان روز برگزار شد. برنامه‌ریزی شده بود که مراسم‌های خاکسپاری چند ساعت از هم فاصله داشته باشند تا دوستان مشترک بتوانند در هر دو شرکت کنند.
مجله لایف مقاله ای طولانی را به قتل‌ها اختصاص داد و عکس‌هایی از صحنه‌های جنایت را به نمایش گذاشت. برای این مقاله با پولانسکی مصاحبه شد و وی اجازه داد که از او در روبروی ورودی خانه، کنار درب ورودی که با خون تیت کلمه «خوک» نوشته شده بود، عکس گرفته شود. وی به دلیل این اقدامش بسیار مورد انتقاد قرار گرفت، اما استدلال کرد که می‌خواهد بداند چه کسی مسئول است و مایل است خوانندگان مجله را به امید اینکه کسی مدارکی ارائه دهد، شوکه کند.
کنجکاوی در مورد قربانیان منجر به اکران مجدد فیلم‌های تیت شد و به محبوبیت بیشتری نسبت به اکران اولیه خود دست یافت. برخی روزنامه‌ها شروع به حدس و گمان دربارهٔ انگیزه‌های این قتل‌ها کردند. گفته می‌شود برخی از عکسهای منتشر شده از تیت در یک آیین شیطانی گرفته شده بود، اما بعداً ثابت شد که آنها عکسهای تولیدی از فیلم چشم شیطان هستند. دوستان تیت، علیه نمایش برخی از عناصر رسانه ای از تیت صحبت کردند. میا فارو گفت که او "شیرین‌ترین و خالص‌ترین انسانی بود که من تاکنون شناختم"، در حالی که پتی دوک از او به عنوان "انسانی لطیف و ملایم" یاد کرد. پولانسکی در یک کنفرانس خبری از جمع روزنامه نگاران خشمگین شد و از آنها پرسید "آیا شما هرگز نوشتید که او چقدر انسان خوبی بود؟". پولانسکی اظهار داشت که به دوستان و آشنایان خود شک کرده بود، و پارانویای او فقط هنگام دستگیری قاتلان فروکش کرد. روزنامه‌ها ادعا کردند که بسیاری از ستارگان هالیوود در حال خارج شدن از شهر هستند، در حالی که دیگران سیستم‌های امنیتی در خانه‌های خود نصب کردند. دومنیک دان این تنش فکری را به یاد آورد: "موج‌های شوکی که در شهر می‌گذشت فراتر از هر چیزی بود که من قبلاً دیده بودم. مردم معتقد بودند که افراد ثروتمند و مشهور جامعه در معرض خطر قرار دارند. کودکان را به خارج از شهر فرستادند. محافظان استخدام شدند. استیو مک کوئین هنگام شرکت در مراسم خاکسپاری جی سیبرینگ اسلحه به همراه داشت."
در سپتامبر ۱۹۶۹، اعضای «خانواده» منسون به اتهاماتی غیرمرتبط دستگیر شدند که در نهایت مقامات را به دستیابی به موفقیت در پرونده تیت سوق داد. آنها توضیح دادند که انگیزه این قتل‌ها، هویت قربانیان نبود، بلکه خانه ای در آن آدرس بود که قبلاً به تهیه‌کننده آهنگ، تری ملچر، یکی از آشنایان منسون اجاره داده شده بود. در سال ۱۹۹۴، خانه تخریب شد و خانه جدیدی با آدرسی جدید ساخته شد.

### میراث
در اوایل دهه ۱۹۸۰، استیون کی، که در دادگاه برای دادستانی کار می‌کرد، از اینکه یکی از اعضای خانواده خانواده منسون، لزلی ون هوتن، در دادخواست برای آزادی مشروط خود ۹۰۰ امضا جمع کرده بود، نگران شده بود. او با مادر تیت، دوریس، تماس گرفت. تیت گفت که او مطمئن بود که می‌تواند بهتر عمل کند و هر دو یک کمپین تبلیغاتی ترتیب دادند و بیش از ۳۵۰٫۰۰۰ امضا را برای حمایت از انکار مشروط جمع کردند. اگرچه ون هوتن به عنوان قاتلانی که شانس زیادی در آزادی مشروط داشتند شناخته شده بود، اما به دنبال تلاش‌های کی و تیت، دادخواست وی رد شد. دوریس تیت مدافع حقوق قربانیان شد و در مطرح کردن قتل دخترش و ملاقات با دیگر قربانیان جرم، با استفاده از مشخصات خود برای تشویق به بحث عمومی و انتقاد از سیستم اصلاحات، نقش مشاور را به عهده گرفت.
او تا آخر عمر به شدت علیه آزادی مشروط هر یک از قاتلان منسون مبارزه کرد و با دیگر قربانیان جنایت خشن همکاری کرد. چندین بار، او در جلسات آزادی مشروط با چارلز منسون روبرو شد و توضیح داد، "من احساس می‌کنم که شارون باید در آن جلسات نمایندگی شود. اگر آنها (قاتلان) خواهان زندگی خود هستند، پس من باید نماینده او باشم." او در طی بیانیهٔ تأثیر قربانی خود در سال ۱۹۸۴، مستقیماً خطاب به تکس واتسون گفت: "آقا، چه رحمتی را به دخترم هنگامی که برای زندگی اش التماس می‌کرد، نشان دادی؟ چه رحمتی را به دخترم وقتی که گفت، "دو هفته به من فرصت بدهید تا بچه ام را بدنیا بیاورم و سپس مرا بکشید" نشان دادی؟... چه زمانی شارون از مرگ آزادی پیدا می‌کند؟ آیا اگر مشروط شوید، این هفت قربانی و احتمالاً قربانیان بیشتر، از گورهای خود بیرون می‌آیند؟ نمی‌توان به شما اعتماد کرد."
در سال ۱۹۹۲، رئیس‌جمهور جورج بوش، دوریس تیت را به عنوان یکی از «هزار نقطه نور» برای کار داوطلبانه وی به نیابت از حقوق قربانیان، شناخت. در این زمان در بدن تیت، تومور مغزی بدخیمی تشخیص داده شده بود و سلامتی و قدرت او در حال از بین رفتن بود. ملاقات او با بوش آخرین حضور او در جمع بود. وقتی که او بعداً در همان سال درگذشت، دختر کوچکش، پاتریشیا تیت، معروف به پتی، کاری که مادرش شروع کرده بود را ادامه داد. وی در سال ۱۹۹۳ در تأسیس بنیاد قربانیان جرم دوریس تیت، یک سازمان غیرانتفاعی شرکت کرد که هدف آن تأثیرگذاری بر قوانین جرم در سراسر ایالات متحده و حمایت بیشتر از قربانیان جرایم خشن بود. در سال ۱۹۹۵، بنیاد قربانیان جرم دوریس تیت به عنوان سازمانی غیرانتفاعی برای ارتقا آگاهی عمومی از سیستم قضایی و حمایت از قربانیان جرایم خشن تأسیس شد.
پتی تیت در سال ۱۹۹۳ با دیوید گفن و اعضای هیئت مدیره گفن رکوردز به دلیل برنامه ای که برای قرار دادن ترانه ای که توسط چارلز منسون در آلبوم «حادثه اسپاگتی» از گروه گانز اند روزز نوشته شده بود، مقابله کرد. وی به یک روزنامه‌نگار گفت که شرکت ضبط کننده «منسون را روی پایه ای برای جوانان قرار می‌دهد که جوانان نمی‌دانند او کیست و او را مانند یک بت پرستش خواهند کرد.»
پس از مرگ پتی بر اثر سرطان پستان در سال ۲۰۰۰، خواهر بزرگترش دبرا همچنان با نمایندگی از خانواده تیت در جلسات آزادی مشروط شرکت کرد. دبرا تیت دربارهٔ قاتلان گفت: «آنها هیچگونه مسئولیت شخصی نشان نمی‌دهند. آنها از هیچ‌یک از اعضای خانواده من کفاره نکرده‌اند.»
سرهنگ پل تیت ترجیح داد اظهارنظرهای عمومی نکند. با این حال، او در دادگاه قتل دائماً حضور داشت و در سالهای بعد با همسرش در جلسات آزادی مشروط شرکت کرد و نامه‌هایی به مقامات نوشت که در آنها با هرگونه پیشنهاد آزادی مشروط مخالفت شدیدی داشت. وی در مه ۲۰۰۵ درگذشت.
رومن پولانسکی پس از این قتل‌ها، تمام دارایی خود را بخشید، وهیچ تحمل یادآوری دوره ای را که «خوشبخت‌ترین دوران زندگی اش» بود را نداشت. وی تا زمان دستگیری قاتلان در لس آنجلس ماند. فیلم تس در سال ۱۹۷۹ «به شارون» اختصاص داده شد، زیرا تیت در آخرین ملاقات خود با پولانسکی در لندن، کتاب «تس دوربرویل» نوشته توماس هاردی را خوانده بود و این کتاب را برای او گذاشته بود تا بخواند چون اعتقاد داشت که این داستان خوبی برای آنها است که فیلمبرداری کنند. او سعی کرد اندوه خود را پس از قتل همسر و پسر متولد نشده اش در زندگی‌نامه خود که در سال ۱۹۸۴، با نام رومن توسط پولانسکی منتشر شد، توضیح دهد و گفت: «از زمان مرگ شارون، و علیرغم ظاهری برعکس، لذت من در زندگی ناقص شد. در لحظات فاجعه غیرقابل تحمل شخصی، برخی افراد در دین آرامش می‌یابند. در مورد من عکس این اتفاق افتاد. هر ایمان دینی که داشتم با قتل شارون شکسته شد. این باعث تقویت ایمان من در پوچی شد.»
در ژوئیه ۲۰۰۵، پولانسکی با موفقیت از مجله ونتی فر به دلیل افترا، مبنی بر تلاش برای برقراری رابطه جنسی با زنی در راه تشییع جنازه تیت شکایت کرد. از جمله شاهدانی که به نفع وی شهادت دادند، دبرا تیت و میا فارو بودند. فارو در توصیف پولانسکی بلافاصله پس از مرگ تیت، شهادت داد، «از این می‌توانم اطمینان داشته باشم - از چارچوب ذهنی او هنگام حضور در آنجا، از آنچه در مورد آن صحبت کردیم، از احساس کامل از دست دادن، ناامیدی و سرگشتگی و شوک و عشق - عشقی که از دست داده بود.» در پایان این پرونده، پولانسکی بیانیه ای را خواند و در بخشی از سخنانش گفت: «خاطره همسر مرحوم من شارون تیت در خط مقدم ذهن من بود که این اقدام را انجام دادم.»
مفسران اجتماعی قتل‌های انجام شده توسط «خانواده» منسون را یکی از لحظات تعیین‌کننده دهه ۱۹۶۰ توصیف کرده‌اند. جوان دیدیون نوشت: «بسیاری از کسانی که من در لس آنجلس می‌شناسم معتقدند که دهه شصت به‌طور ناگهانی در ۹ اوت ۱۹۶۹ پایان یافت، دقیقاً در لحظه ای که خبر قتل‌ها در سیلو درایو مانند آتش‌سوزی در جامعه پخش شد، پایان یافت و از یک نظر این درست است. آن روز تنش شکسته شد. پارانویا تحقق یافت.»
کار تیت به عنوان بازیگر از زمان مرگ دوباره مورد ارزیابی قرار گرفت، نویسندگان و منتقدان سینمای معاصر مانند لئونارد ملتین، توانایی‌های وی را به عنوان یک کمدین توصیف کردند. ملتین، تیت را در فیلم خون‌آشام‌کشان نترس به عنوان «تقریباً درخشان» یاد کرد و کارهای تیت در موج درست نکن و خدمه خرابکار را به عنوان دو تا از بهترین نقش آفرینی‌های وی و همچنین بهترین فیلم‌های شاخص وی که ممکن بود باعث پیشرفت شغلی او شود، ستایش کرد.
در سال ۲۰۱۲ کتاب روح‌های بی‌قرار منتشر شد. نویسنده آلیسا استاتمن، دوست نزدیک پتی تیت، دو فصل کوتاه این کتاب را با همکاری با خواهرزاده شارون، بری تیلور فورد، دختر مرحوم پتی تیت فورد نوشته‌است. این کتاب شامل بخشهایی از زندگی‌نامه ناتمام پدر، مادر و خواهر شارون، پتی، همراه با «تفسیر شخصی» خود استاتمن است. دبرا تیت صحت این کتاب را زیر سؤال برده‌است.
در ۱۰ ژوئن ۲۰۱۴، خواهر کوچک شارون تیت، دبرا تیت، کتابی با نام شارون تیت: یادآوری را منتشر کرد. این اولین کتاب در مورد تیت است که منحصراً به زندگی و حرفه او اختصاص داده شده‌است بدون آنکه مرگ او، پیامدهای آن یا وقایع منجر به آن را پوشش دهد.
در سال ۲۰۱۹، فیلم روزی روزگاری در هالیوود، فیلمی از کوئنتین تارانتینو منتشر شد که بخشی از آن زندگی شارون تیت را با بازی مارگو رابی به تصویر کشید. این فیلم تجدیدنظر در مورد وقایع منجر به مرگ تیت توسط منسون‌ها است که به دلیل اقدامات شخصیت‌های دیگر در فیلم جلوگیری می‌شود.

## شخصیت و تصویر عمومی
تیت عادت داشت پابرهنه در انظار عمومی برود و وقتی به رستوران‌هایی می‌رفت که قانون «بدون کفش، بدون سرویس» در آن بود، نوارهای لاستیکی را به دور مچ پا می‌بست تا وانمود کند که صندل پوشیده‌است. این ویژگی او در فیلم روزی روزگاری در هالیوود به نمایش کشیده شد.

## در فرهنگ عامه
در سال ۲۰۰۹، جرمی کنیون لاکایر کوربل، هنرمند معاصر آمریکایی، یک نمایشگاه گسترده هنر ترکیبی به افتخار چهلمین سالگرد درگذشت تیت با نام «آیکون: زندگی عشق و استایل شارون تیت» را ارائه داد. با رضایت خانواده تیت، کوربل یک نمایشگاه هنری تاریخی ۳۵۰ قطعه ای ایجاد کرد و سبک و زندگی تیت را به تصویر کشید. در این نمایشگاه تصاویری از کمد لباس تیت را که قبلاً آشکار نشده توسط طراحانی مانند کریستین دیور، تئا پورتر، اوسی کلارک و ایو سن لوران به نمایش گذاشته شده‌است.
کتابی از خواهر تیت، دبرا تیت، با عنوان شارون تیت: یادآوری، در سال ۲۰۱۴ منتشر شد.
- نقش تیت را کیتی کسیدی در فیلم ترسناک گرگ‌های دم درب در سال ۲۰۱۶، که تقریباً بر اساس قتل‌های خانواده منسون بود، به تصویر کشید.
- در سال ۲۰۱۷، ریچل رابرتز، نقش تیت را در فصل هفتم سریال داستان ترسناک آمریکایی: فرقه به تصویر کشید.
- در سال ۲۰۱۸، گریس ون دین، نقش تیت را در فیلم چارلی می‌گوید، به تصویر کشید.
- در سال ۲۰۱۹، هیلاری داف، نقش تیت را در فیلم تسخیر شدگی شارون تیت، به تصویر کشید. این فیلم به شدت مورد انتقاد خواهر تیت، دبرا تیت قرار گرفت.
- در سال ۲۰۱۹، مارگو رابی، با حمایت دبرا تیت از وی و کوئنتین تارانتینو، نقش تیت را در فیلم روزی روزگاری در هالیوود به تصویر کشید.
- کیت باسورث قرار است بزودی در فیلمی که بر اساس زندگی تیت است، به کارگردانی مایکل پولیش، نقش تیت را به تصویر بکشد.

### موسیقی
نام تیت در سطرهای ابتدایی آهنگ «دیر است» ساخته گروه جیم کرول ذکر شده‌است. همچنین نام گروه «بچهٔ شارون تیت» بر الهام از شارون تیت انتخاب شده‌است.

## فیلمشناسی
| عنوان                        | سال     | نقش                                  | یادداشت                                                                          |
| ---------------------------- | ------- | ------------------------------------ | -------------------------------------------------------------------------------- |
| باراباس                      | ۱۹۶۱    | Patrician in Arena                   |                                                                                  |
| ماجراهای یک مرد جوان همینگوی | ۱۹۶۲    | Burlesque Queen                      |                                                                                  |
| بورلی هیلبیلیز               | ۱۹۶۳–۶۵ | Janet Trego                          | مجموعه تلویزیونی، ۱۵ اپیزود                                                      |
| مستر اد                      | ۱۹۶۳    | - Telephone Operator - Sailor's Girl | - مجموعه تلویزیونی، اپیزودها: - "Love Thy New Neighbor" - "Ed Discovers America" |
| نمایندگی ویلر                | ۱۹۶۳    | نقش کوتاه                            |                                                                                  |
| آمریکایی شدن امیلی           | ۱۹۶۴    | دختر زیبا                            |                                                                                  |
| مردی از یو.ان.سی.ال.ای.      | ۱۹۶۵    | تراپیست                              | اپیزود: "The Girls of Nazarone Affair"                                           |
| مرغ دریایی                   | ۱۹۶۵    | دختر زیبا                            |                                                                                  |
| چشم شیطان                    | ۱۹۶۶    | Odile de Caray                       |                                                                                  |
| همهٔ چشم‌ها بر روی شارون تیت   | ۱۹۶۷    | خودش                                 | پیش‌درآمدی برای چشم شیطان                                                         |
| ببوس ولی گازم نگیر           | ۱۹۶۷    | Sarah Shagal                         |                                                                                  |
| موج درست نکن                 | ۱۹۶۷    | Malibu                               |                                                                                  |
| دره عروسک‌ها                  | ۱۹۶۷    | Jennifer North                       | نامزد شده– گلدن گلوب برای ستاره جدید سال (زن)                                    |
| خدمه خرابکار                 | ۱۹۶۸    | Freya Carlson                        |                                                                                  |
| سیزده صندلی (۱+۱۲)           | ۱۹۶۹    | Pat                                  | انتشار پس از مرگ                                                                 |
| سلام فدریکو!                 | ۱۹۷۰    | خودش                                 | انتشار پس از مرگ                                                                 |